# ایستاده مردن
ایستاده مردن ترانه‌ای به سبک راک با درونمایه نقد شخصی و اجتماعی به خوانندگی و ترانه‌سرایی شاهین نجفی است. وی در این ترانه به حواشی بعد از پخش ترانه نقی و وضعیت فعلی خودش می‌پردازد.
شاهین نجفی در گفتگو با ژیان قمیشی در شبکهٔ سی‌بی‌سی کانادا از انتشار ترانهٔ جدید خود و ادامهٔ فعالیت‌های هنری «در هر شرایط» خبر داد.
وی در بخش‌هایی از این ترانه به صدور حکم ارتداد خود واکنش نشان داده‌است: «و شاعری که حکمش ارتداد است» و «خدای خوبِ خشم و قتل و فتوا».

## اخوانیات و یغما گل‌رویی
شعر ایستاده مردن اخوانیه‌ای به ترانهٔ متعهد به کاکتوس بودن سرودهٔ یغما گلرویی است. گلرویی در این ترانه از شاهین نجفی می‌خواهد با نادیده گرفتن تهدیدها، خسته نشود و راهش را ادامه دهد:

قسمت می‌دهم که خسته نشو،

 خسته از مغزهای بسته نشو!

 متعهد بمان به این لعنت

 به شنا کردنِ خلافِ جهت!

 متعهد بمان! برادرِ من!

 متعهد به کاکتوس بودن

نجفی در مقام پاسخ می‌گوید:

خدای خوب خشم و قتل و فتوا

و گریه‌های من به شعر یغما
مرا بخوان به کاکتوس ماندن

 بمان کنار من که شعر خواندن

 کنار تو به عهد با کویری

که رمز ماست ایستاده مردن